# Mnesarete astrape
Mnesarete astrape är en trollsländeart som beskrevs av De Marmels 1989. Mnesarete astrape ingår i släktet Mnesarete och familjen jungfrusländor. Inga underarter finns listade i Catalogue of Life.